# Edgar Lederer
Edgar Lederer (Vienna, 5 giugno 1908 – Sceaux, 19 ottobre 1988) è stato un biochimico austriaco naturalizzato francese, noto per le sue ricerche su numerosi prodotti naturali e il suo ruolo nello sviluppo della cromatografia.

## Biografia
Lederer studiò chimica a Vienna, dove conseguì il dottorato nel 1930 con una tesi sugli alcaloidi indolici. Successivamente si trasferì a Heidelberg nel laboratorio del professor Richard Kuhn, uno specialista di sostanze naturali complesse. Qui conobbe la francese Hélène Fréchet  (1909–2001) che sposò nel 1932, e dalla quale avrebbe avuto sette figli. 
All'avvento del nazionalsocialismo nel 1933 dovette abbandonare Heidelberg in quanto ebreo, rifugiandosi a Parigi. In seguito trascorse un paio di anni a Leningrado, per poi tornare a Parigi. Nel 1938 divenne cittadino francese. Durante l'occupazione tedesca nella seconda guerra mondiale fu a Lione presso il laboratorio di Claude Fromageot (1899–1958), professore di biochimica. Dopo la guerra, nel 1947 tornò a Parigi, dove fu prima ricercatore e poi direttore di ricerca del CNRS.
Nel 1958 divenne professore di biochimica alla Sorbona, e nel 1963 fondò e diresse un nuovo istituto di biochimica a Orsay, dove rimase fino al suo pensionamento nel 1978. Allo stesso tempo, dal 1960 diresse l'Institut de Chimie des Substances Naturelles (ICSN) a Gif-sur-Yvette vicino a Parigi.

## Contributi
Nel 1931 insieme a Richard Kuhn migliorò la cromatografia di adsorbimento, consentendo così l'isolamento dei singoli componenti tramite cromatografia su colonna. La cromatografia era stata già sviluppata inizialmente nel 1906 dal botanico russo Michail Semënovič Cvet, che pubblicò un libro nel 1910, e poi da Leroy Sheldon Palmer (1887–1944), Charles Dhéré (1876–1955) e altri, ma tale tecnica aveva ricevuto poca attenzione fino al 1931. Dopo il decisivo miglioramento apportato da Kuhn e Lederer nel 1931, la cromatografia divenne uno strumento essenziale, soprattutto in biochimica. I miglioramenti permisero di applicare la cromatografia su carta anche a sostanze idrofile e incolori. Con la cromatografia Lederer riuscì a isolare numerose sostanze naturali come i carotenoidi dai gusci di aragosta, vitamina A, lipidi e peptidi da microbi, e feromoni dalle api. Si occupò anche dell'analisi di fragranze naturali. Un altro campo di ricerca fu la microbiologia: Lederer identificò proteine importanti per la difesa immunitaria nelle pareti cellulari dei batteri e studiò l'agente patogeno che causa la tubercolosi.

## Riconoscimenti
Tra i principali riconoscimenti ottenuti:
- 1961 membro dell'Accademia Cesarea Leopoldina
- 1964 medaglia Paul Karrer
- 1974 medaglia d'oro del CNRS
- 1976 M.S. Tswett Chromatography medal[4]
- 1982 premio Robert Koch
- 1982 membro dell'Accademia francese delle scienze